# Salòrepubliken
Italienska sociala republiken (italienska: Repubblica Sociale Italiana), var ett protektorat i det av Nazityskland ockuperade Norditalien åren 1943 till 1945. Ledare för lydstaten var Benito Mussolini. Efter dess de facto huvudstad Salò benämns regimen ofta som Salòrepubliken. 

## Historia
I och med de allierades invasion av Sicilien sensommaren 1943 ställdes Italien inför ett dilemma. Skulle man fortsätta strida sida vid sida med tyskarna, eller skulle man kapitulera inför de allierade och försöka få ett snabbt slut på kriget?
Den 24 juli samma sommar avsatte det italienska stora fascistiska rådet Mussolini. Han greps och placerades därefter i arrest. Under tiden som Mussolini satt fängslad hade Italiens konung Viktor Emanuel III och fältmarskalk Pietro Badoglio förhandlat om en kapitulation med de allierade, en kapitulation som trädde i kraft den 8 september. Kungen och Badoglio tog sig över de allierade linjerna. I och med detta stod Italiens soldater utan befälhavare.

### Bildande
Den 12 september räddades Mussolini av Otto Skorzenys styrkor i en räd mot Mussolinis fängelse på högfjällshotellet Campo Imperatore Hotel i det apenninska bergsmassivet Gran Sasso.
I det kaos som rådde i Italien och de länder landet ockuperade vid denna tidpunkt avväpnades och internerades de italienska trupperna av tyskarna. Tusentals som vägrade lägga ned sina vapen och i stället försvarade sig blev mördade av sina forna allierade, medan andra lade ned sina vapen utan strid. Tusentals italienska soldater valde dock att fortsätta strida på axelmakternas sida. Tyskarna ockuperade även norra Italien och de länder som stod under italiensk kontroll (exempelvis Albanien och delar av Grekland).
Regimen upprättades sedan 23 september 1943. Rom var på papperet huvudstad, men den norditalienska orten Salò (vid Gardasjöns strand) kom i praktiken att fungera som huvudstad. I spetsen för Salòrepubliken stod formellt Mussolini själv, i ledningen för det omorganiserade Republikanska fascistpartiet.

### Styre och utsträckning
Salòrepubliken fick endast diplomatiskt erkännande från Nazityskland och dess allierade, medan dess existens som stat aldrig erkändes av de allierade. Salòrepubliken gjorde anspråk på de flesta av kungariket Italiens områden, förutom vissa landavträdelser som gjordes till den oberoende staten Kroatien samt den italienska koncessionen i Tianjin som avträddes till en av Japans lydstater. Dessa avträdelser erkändes aldrig internationellt och hade ingen laga verkan efter kriget. 
Till en början tilläts man styra över Trieste, Istrien och Sydtyrolen. Snart tvingades man dock avstå dessa områden till tyskt direktstyre.

### Krigsmakt

Den italienska sociala republikens örlogsflagga.

Den italienska sociala republiken grundade även en ny krigsmakt – Esercito Nazionale Repubblicano, den republikanska armén. Man rekryterade bland de italienare som internerats i Tyskland, men även i hemlandet. Över 150 000 man anmälde sig som frivilliga enbart till den republikanska armén.

Man bestämde att fyra nya divisioner skulle bildas, och dessa skulle komma att utbildas i Tyskland, under tyskt befäl. Livet i träningslägren var hårt, med dålig logi, dålig mat och mycket hård träning; det var i vissa fall snäppet bättre än livet i interneringslägren. Men det gav resultat, och sommaren 1944 hade man fyra välutrustade, välutbildade och högt motiverade divisioner som var entusiastiska över att möta de allierade vid fronten i Italien.

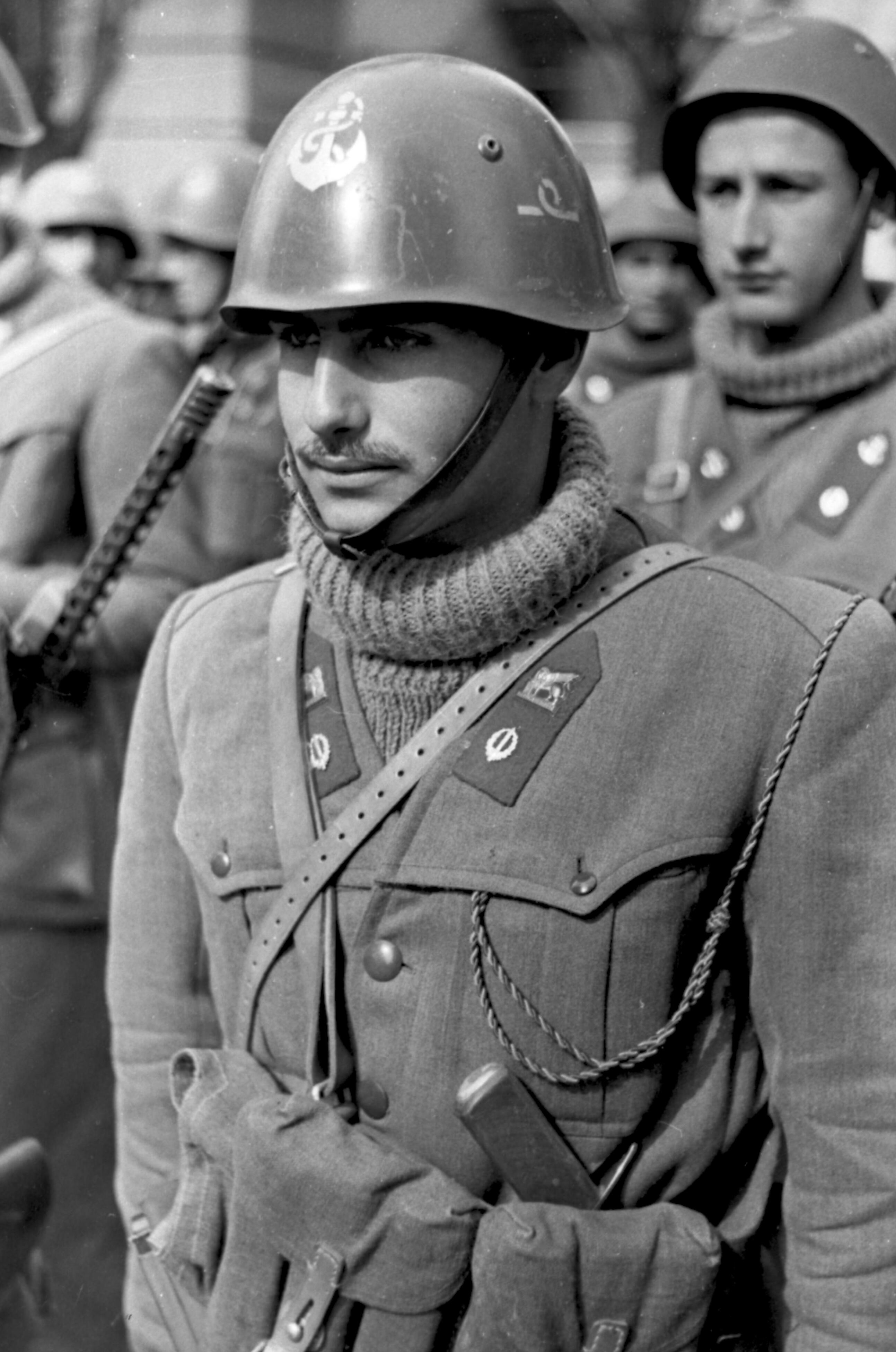
Officer från Salòrepublikens krigsmakt.

Men tyskarna satte först och främst in divisionerna mot partisanerna (både de italienska och jugoslaviska). Detta medförde att moralen sjönk och att en del soldater deserterade. Det har av italienska historiker kallats för ett italienskt inbördeskrig då hela familjer, vänner, byar och samhällen ofta tragiskt splittrades och blev ärkefiender till följd av den blodiga politiska kampen samt frenetiska rekryteringen bland fascistmiliserna och motståndsrörelsen.
Den enda större operationen som enheter ur dessa divisioner deltog i var under vintern 1944. Då lyckades man slå tillbaka amerikanska trupper under Operation Wintergewitter, en operation som var mycket lyckad och där de republikanska styrkorna uppförde sig kompetent.
Italienska enheter stred även på andra avsnitt förutom i Italien efter 1943; bland annat skedde det i Grekland och Jugoslavien, och ett par enheter stred faktiskt i Frankrike (underställda tyska divisioner). Det fanns även ett mobilt fältsjukhus samt en milisbataljon på östfronten fram till krigsslutet.
Enskilda italienare och grupper av soldater tjänstgjorde även i tyska enheter. Där fanns både Heer, Luftwaffe och polisen (två divisioner sattes upp samt många mindre enheter).
Medan det mesta av flottan gick över till de allierade eller sänktes av tyskarna, gick majoriteten av flygvapnet över till den republikanska armén, sedermera Salòrepublikanska flygvapnet (italienska: Aeronautica Nazionale Repubblicana, ANR). I början använde man italienskt flyg, men även tyska plan som Bf 109 togs i bruk. En liten grupp piloter ska även ha rest till Tyskland för att öva med de nya jetplanen Me163 och Me262, men kriget hann ta slut innan man hann börja med den egentliga träningen.
Även ett antal fallskärmsjägare stred under den republikanska arméns flagg. Både armén, flygvapnet och fascistmilisen satte upp egna enheter. En av dessa enheter var Nembobataljonen som stred tillsammans med tyska fallskärmsjägare vid Anzio och Nettuno. Det var mycket hårda strider och Nembo förlorade 70 procent av sin ursprungliga styrka. Enligt de säkraste siffrorna som tagits fram under efterkrigstiden stred uppskattningsvis 900 000 man för den republikanska armén, vilket var långt mer än antalet italienare som stred för partisanerna eller de allierade.

### Krigsbrott och massakrer
De olika fascistmiliser och trupper som verkade i Salòrepublikens (RSI) tjänst, bland annat Guardia Nazionale Repubblicana, Svarta brigaderna, Decima MAS, det kvinnliga Servizio Ausiliario Femminile och Waffen-Grenadier-Division der SS (italienische Nr. 1) begick otaliga massakrer i norra Italien och understödde tyska soldater i sådana brott. Det skedde även systematiska judeförföljelser då marionettstaten låg under tysk kontroll som kunde utföra Förintelsen på tyskt vis i Italien. Italienska fascister understödde eller deltog i tyskars uppsamlingar av judar inför deportationer till Nazitysklands förintelseläger (det fascistiska Italien före RSI hade haft egna raslagar och interneringsläger för judar men inte på det tyska viset i Förintelsen). 
Dels skedde förbrytelser i milisernas krig mot partisaner där otaliga fångar hängdes eller sköts i olagliga massavrättningar, och där hela byar och samhällen som ryktats samarbeta med partisaner terroriserades, samlades ihop och brändes inne i hus, eller massavrättades. Vissa byar förintades till grunden. Sådana brott skedde frekvent och på utspridda platser i landet. 
Och dels skedde fall av brott där mindre fascistligor (såsom den ökända "Koch-gruppen") ägnade sig åt mer gangster-liknande tortyr och mord i sina källare och villor, för utpressning, politisk terror eller sin egen njutning. 
Och dels kom Förintelsen på systematisk skala till Italien i och med bildandet av RSI; tyskarna förde upp den judiska befolkningens namn på listor, samlade ihop dem i massor och deporterade till sina egna förintelseläger. Dessa uppsamlingar av judar deltog även vissa ur fascistmiliser i.
Avrättningar av motståndare och oskyldiga var ofta godtyckliga och brottsliga. 
Även partisaner, ofta förfärade över fascisternas härjningar innan, begick ett flertal omdiskuterade krigsbrott under befrielsen den 25 april 1945, när de i vissa hämndaktioner olagligt avrättade infångade både mindre och större fascistledare, utan riktigt genomförda rättegångar. 

### Kollaps
Salòrepubliken kollapsade under april 1945. 25 april 1945 gjorde den italienska motståndsrörelsen ett stort uppror mot tyskarna och Mussolini. Tyskarna var redan dessförinnan stadda i reträtt, och Mussolini försökte fly norrut. Han togs tillfånga 27 april och avrättades dagen efter av motståndsrörelsen.
De sista resterna av Salòrepubliken upphörde att verka 2 maj, då de tyska trupperna i Italien kapitulerade. Salòrepublikens försvarsminister Rodolfo Graziani erbjöd vid detta tillfälle republikens kapitulation, men detta ignorerades av de allierade som inte erkände republiken som en självständig stat.